# بهترین‌های پینک فلوید
| بررسی انتقادی | بررسی انتقادی |
| منبع          | رتبه‌بندی      |
| ------------- | ------------- |
| آل‌میوزیک      | [ ۱ ]         |

بهترین‌های پینک فلوید (به انگلیسی: The Best of the Pink Floyd / Masters of Rock) یک آلبوم گردآوری شده از گروه راک انگلیسی پینک فلوید است و شامل قطعاتی از آلبوم‌ها و تک‌آهنگ‌هایی است که در مابین سال‌های ۱۹۶۷ و ۱۹۶۸ ضبط شده بود.
این آلبوم در نسخه‌های بعدی به استادان راک تغییر عنوان داده شد. این آلبوم دو طرح جلد دارد که در یکی از طرح‌ها از چهرهٔ دیوید گیلمور در کنار سایر اعضای باند استفاده شده‌است و در طرح دوم از چهرهٔ سید برت در کنار سایر اعضا استفاده شد.
نسخهٔ اولیهٔ آلبوم که با نام بهترین‌های پینک فلوید منتشر شده بود به صورت مونو منتشر شده بود، اما در استادان راک اولین انتشار استریویی گروه؛ از آهنگِ سیب و پرتقال قرار دارد.

## آهنگ‌ها
تمامی آهنگ‌ها توسط سید بارت نوشته شده‌است جز آن‌هایی که در لیست ذکر شده‌است.
طرف اول
1. «فصل ۲۴» (از نی‌زن بر دروازه‌های سپیده‌دم) – ۳:۳۶
2. «مادر ماتیلدا» (از نی‌زن بر دروازه‌های سپیده‌دم) – ۳:۰۳
3. «آرنولد لاین» – ۲:۵۱
4. «شکلات و کلوچه کشمشی» – ۲:۳۸
5. «مترسک» (از نی‌زن بر دروازه‌های سپیده‌دم) – ۲:۰۷

طرف دوم
1. «سیب و پرتقال» (ویرایش استودیویی) – ۳:۰۱
2. «چقدر خوب می‌شد» (نسخهٔ جایگزین برای رادیو) (ریک رایت) – ۳:۳۹
3. «جعبهٔ نقاشی» (ویرایش استریو) (رایت) – ۳:۲۷
4. «رؤیای جولیا» (راجر واترز) – ۲:۲۸
5. «نواختن امیلی را ببین» – ۲:۵۰

## دست‌اندرکاران
- سید برت - گیتار، خواننده
- ریچارد رایت - کیبورد، پیانو، ارگ، خواننده
- راجر واترز - گیتار بیس، خواننده
- نیک میسن - درام، ساز کوبه‌ای
- دیوید گیلمور - گیتار، خواننده